# アリフレド・コフ
アリフレド・レインゴルドヴィチ・コフ（ロシア語: Альфред Рейнгольдович Кох、ラテン文字転写の例：Alfred Reyngoldovich Kokhまたは、Koch、1961年2月28日 - ）は、ロシアの政治家、実業家。カザフスタン出身のドイツ系。

## 生涯
レニングラード財政・経済大学を卒業後、研究生活を経て、ソビエト連邦の崩壊後のサンクトペテルブルクで市財産管理委員会副議長として市政に関与する。その後モスクワの中央政府に移り、1996年9月12日国家資産管理委員会議長に就任する。1997年3月17日副首相を兼務する。同年8月13日スヴャトインヴェスト社Svyazinvestの政府保有株式の売却に当たり、入札に不正があったとして副首相・国家資産管理委員会議長を解任される。
2000年6月から2001年10月にボリス・ヨルダン（Boris Jordan）に後を譲るまで国営ガス会社ガスプロムの傘下にあるガスプロム・メディア社の代表取締役を務めた。